# Mycosphaerella slaptoniensis
Mycosphaerella slaptoniensis är en svampart som beskrevs av D. Hawksw. & Sivan. 1975. Mycosphaerella slaptoniensis ingår i släktet Mycosphaerella och familjen Mycosphaerellaceae.   Inga underarter finns listade i Catalogue of Life.